# オアシス

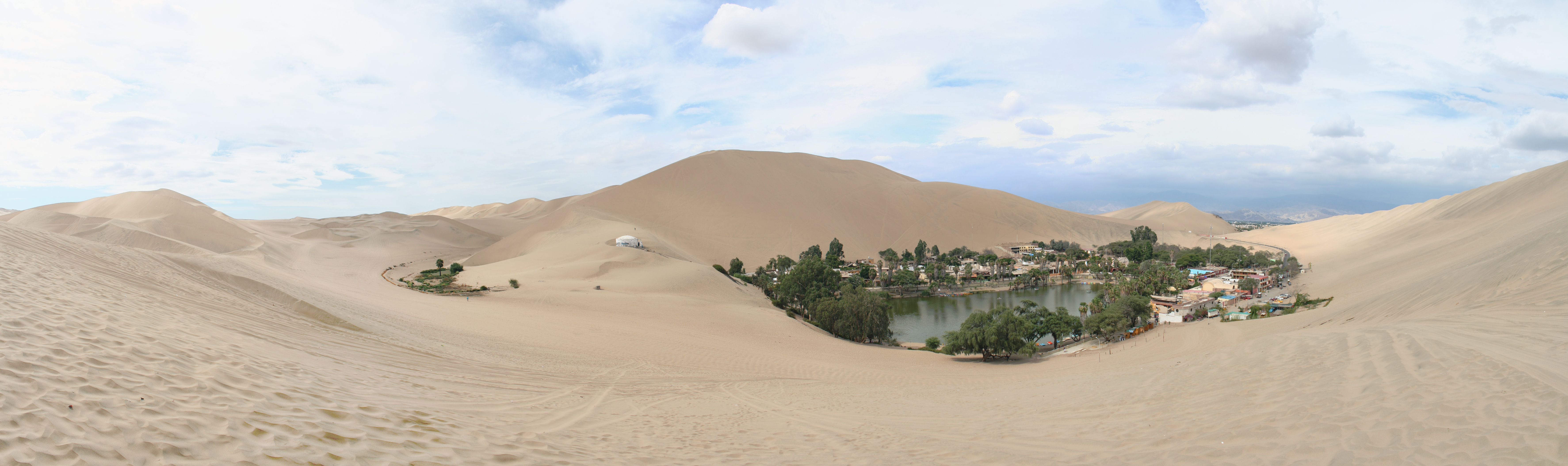
オアシス（ワカチナ、ペルー）

オアシス（Oasis）とは砂漠・ステップなど乾燥地域における緑地。

## 名称
直接的な語源は古代ギリシア語にあり（Ὄασις Oasis）、ヘロドトスの「歴史」（第3巻 26節）に見られる。ここでは、リビア砂漠に存在した諸都市（オアシス都市）の名とされている。この語は、さらに溯って、恐らくは古代エジプト語（wḥʾt 「オアシス」「オアシス地域」）の借用と考えられている。
近代ヨーロッパの言語はいずれも oasis に近く表記される。英語: oasis [əʊˈeɪsɪs] オウエイシス、フランス語: oasis [ɔazis] オアジス、ドイツ語: Oase [oˈaːzə] オアーゼ 、イタリア語: oasi [ˈɔazi] オアジ など。

## 概要
オアシスには、泉性（地下水によるもの）だけでなく、河川や雪解け水を水源とするオアシスもあり、後者の方が大規模なオアシスを形成する。さらに井戸などによる人工的なオアシスも存在する。農業が可能となり、集落が形成されることがあるほか、通商路の経由地ともなる。また、砂漠観光の拠点としても機能している。
隊商は水と食料を補給するためにオアシスを経由しなければならなかったため、クフラなどのオアシス都市は、サハラ砂漠の南北および東西交易（サハラ交易）において重要であったり、中国とヨーロッパを結んだシルクロードのルート上にも多くのオアシス都市国家が存在し覇を競ったりした。
世界最大のオアシスはナイル川の河谷およびナイル川デルタ地帯であり、2万2000平方キロメートルある。
転じて「憩いの場所」を意味する。

## クールアイランド
地下水は地表面からの蒸発と、植物体からの蒸散によって大気中へ放出され、同時に蒸発の潜熱が失われる。熱源は気温および地表の温度であることから、蒸発量が多ければ多いほど気温と地表温度は低下することになる。すなわち、オアシスの水量が豊富なところほど、オアシス周辺は涼しくなる。ここで等温線を引けば、中心部を最も低温とし、オアシス周辺を同心円状に取り巻く形をとることから、高温の乾燥地帯に島のように涼しい地帯が浮かんで見える。これをクールアイランドという。クールアイランドの効果は、天然のものでも人工のものでも同じである。

## オアシスでの活動
砂漠での人間活動のほとんどはオアシスに集中し、乾燥地域での一人当たりの用水量は湿潤地域や半乾燥地域の一般的な地域の4 - 7倍といわれている。

### オアシス都市

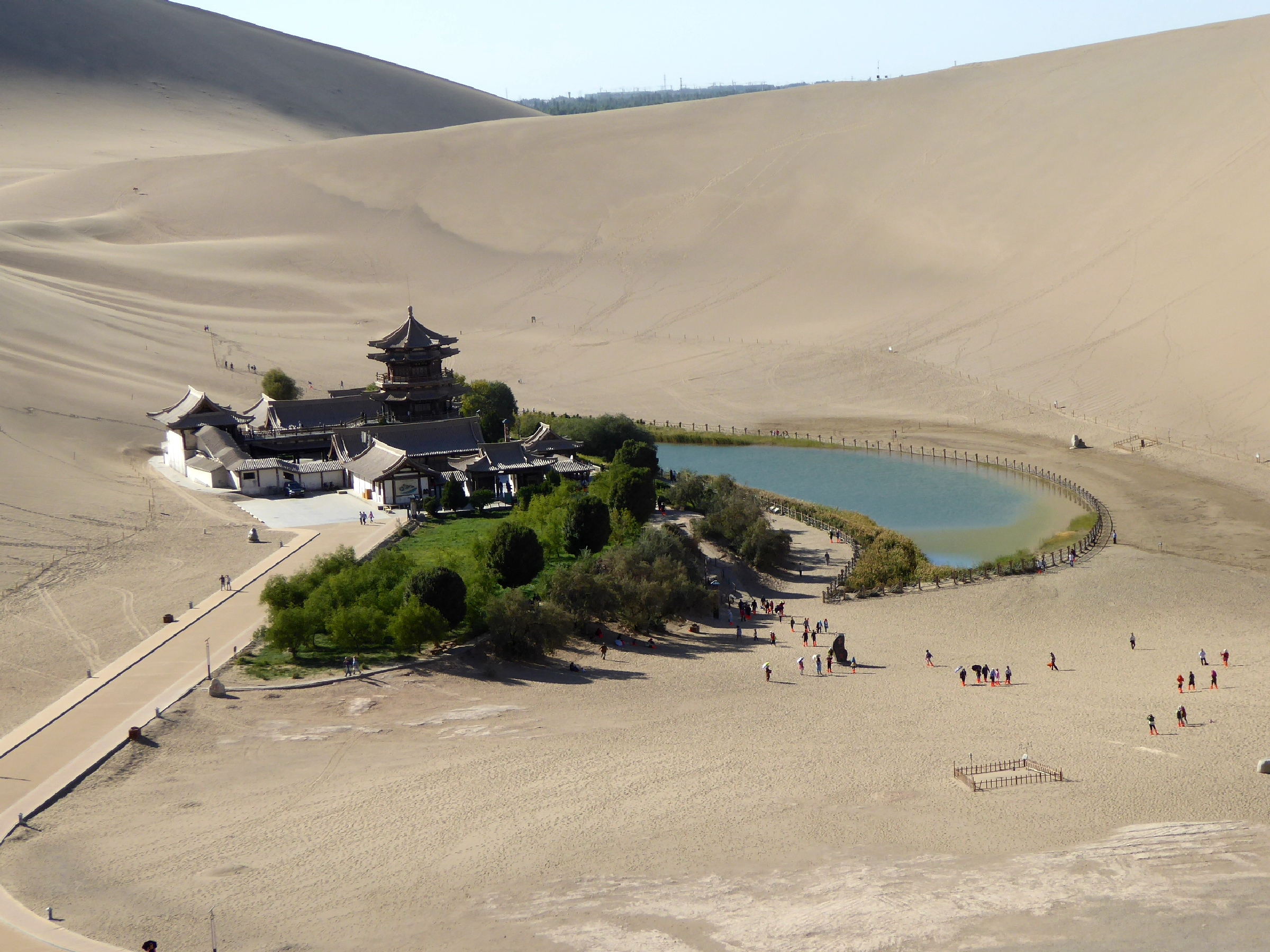
月牙泉（中国）

- 敦煌, トルファン，コルラ，カシュガル，ホータン，楼蘭（中国）
- Safsaf，シワ，ハルガ，El Tour, シナイ半島（エジプト）
- w:Tabas（イラン）

### 人間活動の影響
過度の農業開墾や放牧、薪の採取、水資源の不適切利用、工業化や都市化などのオアシス環境への影響が指摘されている。